# Șimon Peres

semnătura în ebraică

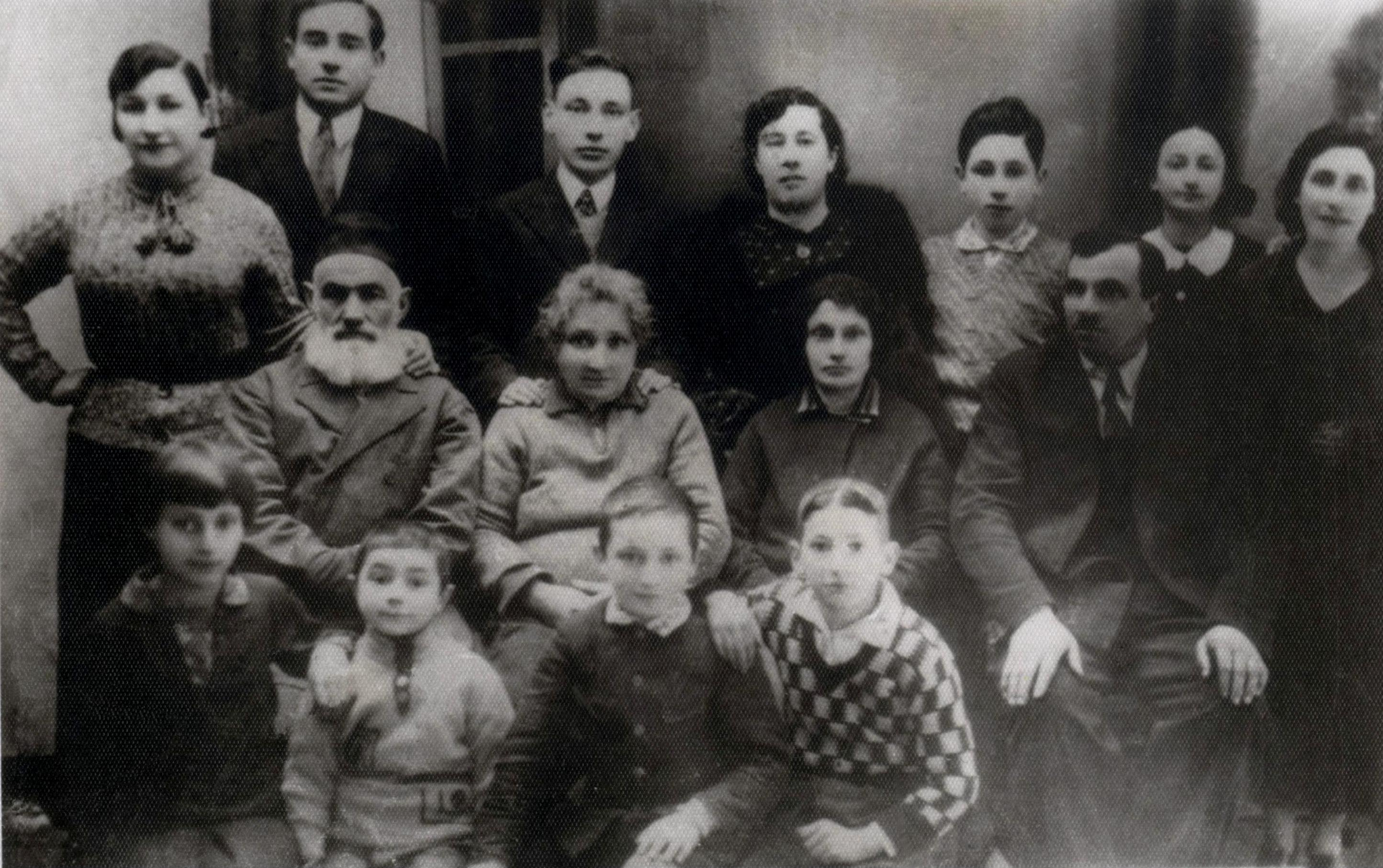
Shimon Peres, pe atunci Persky, prin anul 1930 împreună cu familia (în picioare, al treilea dinspre dreapta)

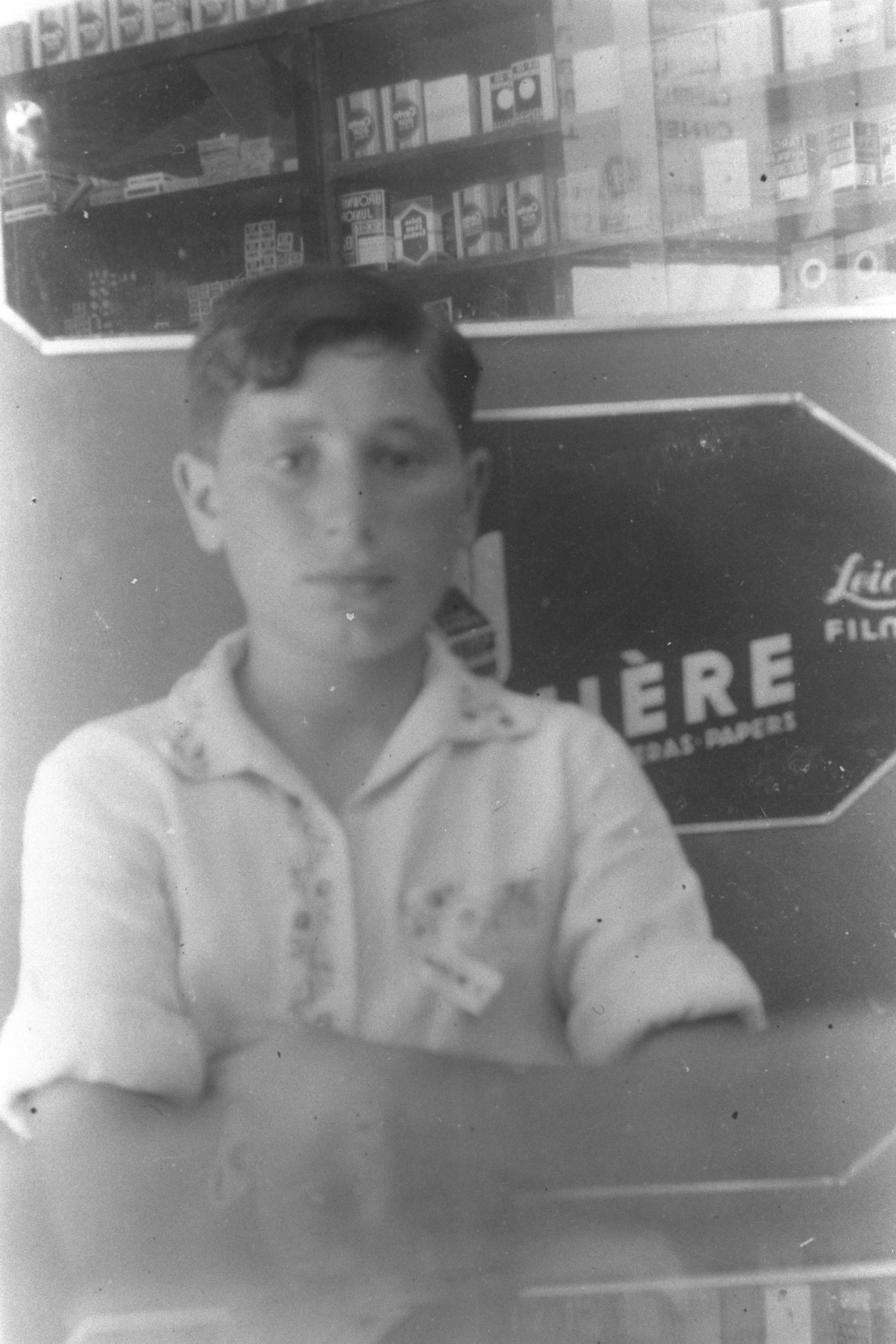
Shimon Peres, pe atunci Persky, la vârsta de 13 ani, în Polonia (1936)

Șimon Peres (în ebraică שִׁמְעוֹן פֶּרֶס, în transcripție oficială: Shimon Peres, născut Szymon Perski; n. 2 august 1923, Wiszniew, Polonia, astăzi Belarus - d. 28 septembrie 2016, Ramat Gan) a fost un om politic social-democrat israelian, președinte al Israelului între 15 iulie 2007 - 24 iulie 2014.
Activ din tinerețe în mișcarea social-democrată din țara sa, Peres a fost un colaborator apropiat al fondatorului Israelului, David Ben Gurion.
La 29 ani a fost numit director general al Ministerului Apărării (în continuare, în 1959-1965 ministru adjunct al apărării), funcție în care a jucat un rol însemnat la înființarea Campusului de cercetări nucleare de la Dimona și a Industriei aviatice israeliene.
În anul 1959 a fost ales prima dată ca deputat în Knesset din partea partidului MAPAI,și de atunci a servit ca parlamentar vreme de 48 ani, atât ca reprezentant al coaliției guvernamentale, cât și al opoziției, ceea ce  a fost o cifră record.
Peres a fost în trecut președinte al Partidului Muncii vreme de 15 ani (1992-1977) (cea mai lungă perioadă din istoria acestui partid) și în această calitate, a devenit prim ministru al Israelului de două ori: 13 septembrie 1984 - 20 octombrie 1986 și 5 noiembrie 1995 - 18 iunie 1996.
În anul 1994-1986 a fost prim ministru vreme de doi ani din patru, în virtutea acordului de rotație dintre Partidul Muncii și Partidul Likud condus de Itzhak Shamir.
În noiembrie 1995- mai 1996 a fost prim ministru în urma asasinării primului ministru și colegului său de partid, Itzhak Rabin și a fost urmat de Binyamin Netanyahu, care l-a învins în alegerile pentru al 14-lea Knesset. 
Peres a servit ca ministru de externe în al doilea guvern condus de Itzhak Rabin și a fost printre promotorii „Procesului de pace de la Oslo”, o serie de contacte diplomatice între Statul Israel și Organizația pentru Eliberarea Palestinei, care au dus la acorduri care au fost semnate apoi în public la Oslo. Din acest motiv în anul 1994 i s-a decernat Premiul Nobel pentru Pace împreună cu Itzhak Rabin și Yasser Arafat. Ca urmare a acordurilor de la Oslo s-a încheiat apoi acordul de pace dintre Israel și Iordania.
Peres a ocupat funcții ministeriale în 12 guverne israeliene: a fost de două ori ministrul apărării (1974-1977 și 1995-1996), de trei ori ministru de externe (1986-1988, 1992-1995 și 2001-2001), ministru de interne (1984), ministru de finanțe (1988-1990), ministrul telecomunicațiilor (1970-1974), ministrul transporturilor (1970-1974), ministrul integrării imigranților (1969-1970), ministrul pentru dezvoltarea Neghevului și a Galileii (2005-2007), ministrul dezvoltării regionale (1999-2001), ministrul cultelor (1984), ministrul informațiilor și pentru legături cu Diaspora (1974). 
În ziua de 13 iunie 2007 a fost ales de Knesset în funcția de președinte al statului, funcție pe care a îndeplinit-o până în 2014.

## Biografie

### Copilăria
Shimon Peres s-a născut în 1923 sub numele Szymon Perski într-o familie de evrei din târgul Wiszniew, pe atunci în Polonia, în plasa Wołożyn din voievodatul Novgródek, actualmente Vișneva în Belarus, raionul Volojin, regiunea Minsk.Tatăl său Itzhak (Icchak) Perski (1896-1962), originar din Volojin, era un comerciant înstărit de lemne, descendent al rabinului Haim din Volojin. Mama sa, Sara, născută Meltzer, era bibliotecară și profesoară de limba rusă. În casa părintească se vorbea idiș, rusă și ebraică. La școală Peres a învățat în limba polonă. În copilărie educația lui a fost mult influențată de bunicul său matern, reb Tzvi Hersz Meltzer, și el din Volojin, absolvent al vestitei ieșive din acel orășel, și care a fost ucis în Holocaust. La vârsta de 4 ani, copilul a fost luat la Radyn, pentru a fi binecuvântat de renumitul rabin Hafetz Haim care i-a urat o viață îndelungată. Bunicul l-a introdus pe nepot în Gemara (Talmud), dar și în literatura clasică universală, inclusiv clasici rusi ca Lev Tolstoi și Fiodor Dostoievski, precum și în cea ebraică. 
Familiile părinților săi, inclusiv unchiul său Michael, au fost omorâți de naziști împreună cu ceilalți două mii de locuitori ai târgului.În cuvântarea ținută de Peres cu ocazia jurământului în parlament ca președinte al Israelului, el a evocat cu simpatie figura bunicului său, care i-a creat universul copilăriei, dar care în vremea Holocaustului s-a numărat printre ultimii dintre evrei, care au fost duși la sinagoga de lemn a comunității, unde li s-a dat foc, în vreme ce purtau pe umeri șalurile de rugăciune (talit). După cum a povestit Peres, bunicul l-a petrecut la gară când a plecat în Palestina (Țara lui Israel), și la despărțire i-a cerut ca „întotdeauna să rămână evreu și om”.

### În Palestina mandatară
În anul 1931 tatăl familiei, Itzhak „Getzl” Persky a emigrat primul în Palestina. După trei ani în 1934 i s-au alăturat soția și cei doi băieți, Shimon și Gershon (Gigi). Itzhak Perski s-a înrolat ca voluntar în armata britanică și a participat la efortul de război contra Germaniei naziste în Libia și în Grecia. 
În vremea războiului familia a rămas vreme de cinci ani fără vești de la tată, care, între timp a căzut în captivitatea germană, din care a fugit de două ori -odat in Grecia, și a doua oară în Germania.
Shimon Peres și-a petrecut copilăria la Tel Aviv, unde a învățat la școala elementară „Balfour” condusă de Yehuda Harari. la 14 ani a fost primit la Școala agricolă de la Ben Shemen, în regim de internat. Aceasta instituție, care avea un bun renume, nu îi pregătea, totuși, pe elevii ei pentru examenele de bacalaureat ci pentru împlinirea aspirațiilor sioniste de promovare a agriculturii și autoapărării. O mică parte dintre elevi erau veniți din Diaspora. Peres s-a evidențiat în școală prin calitățile sale de a se exprima în scris și de a ține cuvântări, și a publicat articole în gazeta școlii sub pseudonimul Ben Amotz. În 1941 el a plecat în kibuțul Geva, unde a urmat o instrucție agricolă pentru a lua parte, mai apoi, în 1942 la întemeierea unei așezări cooperatiste agricole numite Alumot, cu statutul de „kvuțá”. Acolo a muncit în grajdul de vite, ca cioban și la casieria așezării. La 1 mai 1945 s-a însurat la Ben Shemen cu Sonia Gelman, fiica  profesorului de tâmplărie de la Școala internat din localitate, în care învățase și care terminase serviciul militar în armata britanică. 
În anii 1941-1944 Peres a fost unul din secretarii Mișcării „Hanoar Haoved” (Tineretul muncitor). În aceste împrejurări calitățile sale au atras atenția unuia din fruntașii social democrați, Levi Eshkol, care l-a chemat să îndeplinească sarcini de logistică în cadrul forțelor „Haganá”, principala organizație paramilitară de apărare a evreilor din Palestina.

### Începutul activității sale în domeniul apărării
Din 1947 Peres a început să lucreze sub oblăduirea lui David Ben Gurion și a lui Levi Eshkol la comandamentul Hagana, ocupându-se de probleme de cadre și aprovizionare. După proclamarea Statului Israel, și întemeierea Armatei de apărare a Israelului (Tzahal) au fost definite și separate atribuțiile armatei , condusa de seful statului major generalul Yaakov Dori și cele ale Ministerului Apărării condus de Ben Gurion. S-a hotărât ca departamentul în care lucra Peres să rămână în cadrul Ministerului Apărării. Din acest motiv Peres nu a mai fost recrutat în armată și nu a îndeplinit niciodată o funcție militară. Mulți au fost de părere că aceasta i-a dăunat în cursul vieții. Itzhak Rabin și poetul și cupletistul popular Haim Hefer, de pildă, care au luptat în rândurile forțelor subterane de elită Palmah din cadrul Haganá nu au văzut niciodată cu ochi buni avansarea lui Peres în funcții înalte în ciuda faptului că nu a participat la lupte, ceea ce simțeau ca un afront. Rabin considera că era de nepermis ca Peres să fie numit ministru al apărării, dat fiind că nu a servit în armată.
Peres a știut în iunie 1948 de hotărârea lui Ben Gurion de a scufunda vasul cu arme „Altalena” al organizației Etzel (Irgun) care ar fi încălcat legile tânărului stat.După trecerea multor ani, Peres i-a mărturisit lui Menahem Beghin, comandantul Irgunului, că Ben Gurion a fost indus în eroare, când a luat această decizie. Într-un interviu el amintit numele lui Israel Galili, ca fiind cel care a condus negocierile cu Irgunul în acele zile.  
în aprilie 1949 Peres a fost numit șef al Departamentului Naval al Ministerului apărării, ocupându-se de chestiuni de buget, finanțe, aprovizionare și cercetare. În același an a fost numit șef al reprezentanței Ministerului Apărării al Israelului în Statele Unite. În această calitate a acționat împreună cu prietenul său Al Schwimmer în domeniul achiziționării de echipament și muniții pentru aviația militară israeliană. Peres l-a convins pe Schwimmer, care era proprietarul unui hangar pentru reparații de avioane să emigreze în Israel și să înființeze și în Israel un hangar asemănător, care va purta numele de „Institutul guvernamental de control al avioanelor”, și care a pus bazele companiei de stat „Industria aviatică” israeliene.
Peres a rămas în Statele Unite până în 1952 și, în acest timp, a învățat la cursurile serale ale Universității New School din New York
Întors în Israel în 1952, Peres a devenit director adjunct al Ministerului Apărării. La începutul lui octombrie 1953 Ben Gurion, pe atunci prim ministru și ministru al apărării, a anunțat ca intenționează să demisioneze. Ben Gurion a decis să separe funcțiile pe care le deținuse, și să predea conducerea guvernului lui Moshe Sharett, iar Ministerul Apărării lui Pinhas Lavon, la început de facto, iar mai apoi în mod oficial. Cu o zi înainte de a demisiona, la 6 decembrie 1953 Ben Gurion l-a numit pe Shimon Peres director general al Ministerului Apărării, iar pe Moshe Dayan în funcția de șef al Statului Major. Peres avea atunci 30 ani. În fața noului prim ministru Sharet cu atribuții slăbite și cu vederi moderate și conciliatoare, triumviratul activist format din ministrul Lavon, Peres și generalul Dayan reprezentau un factor de contrapondere.
Din acel moment calea lui Dayan și a lui Peres spre posturi dintre cele mai înalte in stat se arăta deschisă.  

### Director general al Ministerului Apărării 1953-1959

#### Strângerea cooperării militare cu Franța
Din anul 1952 Franța a început să furnizeze armament Israelului, mai cu seamă  tancuri de tipul AMX-13. 
În anul 1954 guvernul israelian a hotărât să opteze pentru Franța ca principal furnizor de arme și muniții, în locul Marii Britanii. După prime contacte între Moshe Dayan și ministrul apărării al Franței, Pierre Koenig, Peres a fost trimis la Paris pentru o întâlnire secretă cu ministrul aviației al Franței, Diomède Catroux, care avea simpatii pentru Israel. La sfârșitul întrevederii, cei doi au convenit asupra achiziționării de către Israel  a unor avioane cu reacție moderne de tip Dassault Ouragan, avioane Mystère 4 precum și a cumpărării de tancuri suplimentare de tip AMX-13 și de echipament radar și de tunuri. 
Misiunea lui Peres de a înzestra armata israeliană cu armamentul necesar pentru a deveni o armată modernă, s-a lovit de nu puține obstacole.
Vânzările de arme către Israel se aflau sub supravegherea unei comisii tripartite anglo-franco-americane, iar reprezentanții Statelor Unite se opuneau furnizării de noi arme Israelului și făceau presiuni în acest sens. Un alt obstacol îl consta ostilitatea din partea oamenilor Ministerului de externe al Franței, precum și schimbările dese de guverne din acei ani ai celei de-a Patra Republici Franceze.
Peres a rămas în capitala Franței o perioadă îndelungată, vreme în care a stabilit relații personale de prietenie cu funcționari publici, deputați și comandanți militari și a depus toate eforturile posibile pentru a obține creșterea furnizării de arme. 
Discuții între Peres și Koenig în februarie 1955  au dus la cumpărarea de echipament militar în valoare de milioane de dolari. Crearea cu sprijinul Marii Britanii și a Statelor Unite a Pactului de la Bagdad, reunind mai multe state arabe și musulmane din Orientul Apropiat, în numele apărării față de pericolul sovietic, a fost interpretat de guvernul francez ca o încălcare a echilibrului geopolitic  din regiune și a impulsionat strângerea relațiilor de prietenie dintre Franța și Israel. Franța a vândut Israelului, între altele, un lot de 50 tancuri M4 Sherman pe care le achiziționase din Marea Britanie, și de care nu mai avea nevoie. Noua alianță strategică dintre cele două țări se datora în mare măsură strădaniilor lui Shimon Peres.
Îmbunătățirii relațiilor Israelului cu Franța i s-a datorat ulterior și semnarea acordului pentru construirea reactorului nuclear israelian de la Dimona.

#### „Afacerea rușinoasă” și relațiile cu ministrul Pinhas Lavon
Relatiile ministrului Lavon cu Dayan si Peres numirile lui Ben Gurion înainte de a-și da demisia, s-au înrăutățit curând, pe fondul rivalităților personale. În mai 1954 Lavon a ordonat anularea contractului cumpărării de tancuri Sherman din Franța. Lavon credea că se putea baza pe sprijinul lui Peres în relațiile sale ostile cu Dayan, numai că Peres, care era inițiatorul acordului cu francezii și se vedea obligat în aplicarea acestuia, s-a văzut nevoit sa ceară ajutor lui Dayan. Acesta și-a dat demisia de la comanda armatei, dar Lavon nu a acceptat-o. Cei trei s-au împăcat temporar, dar relațiile dintre Peres și Lavon au încetat de a mai fi armonioase.
„Afacerea rușinoasă”, cum s-a numit scandalul provocat de arestarea și judecarea în Egipt a unui grup de evrei locali care au fost însărcinați de serviciile secrete israeliene de a organiza câteva atentate pentru a servi drept pretext opririi evacuării  Canalului de Suez de către francezi și englezi a dus la o polemică îndelungată în Israel asupra chestiunii „cine a dat ordinul” pentru lansarea acestei acțiuni penibile.
Ministrul apărării Lavon a stat în centrul acuzațiilor. Pentru a lămuri lucrurile s-a creat o comisie secretă de anchetă formată din fostul sef al Statului major al armatei, generalul in rezerva Yaakov Dori și judecătorul Itzhak Olshan, președintele Curții Supreme. Comisia și-a început activitatea în ianuarie 1955, audiind mai mulți martori. În fața comisiei a depus mărturie și Peres, care și-a exprimat părerea negativă despre Lavon, afirmând că acesta era aventuros și iresponsabil. Comisia a decis ca nu poate stabili cu certitudine vinovăția lui Lavon. Acesta din urmă, revoltat, considera că crearea comisiei de anchetă era un complot destinat să-l lichideze din punct de vedere politic. Lavon vedea ca răspunzători de intriga contra sa pe șeful Serviciului de informații al armatei, Binyamin Givli, pe Dayan și pe Peres. La 12 februarie 1955 Lavon l-a anunțat pe primul ministru Moshe Sharet că nu mai poate conlucra cu „dușmanul său de moarte” Peres. Sharet, deși nu-l suferea pe Peres (despre care a scris ulterior în jurnalul său: „Eu am cu totul oroare de Peres  și văd în ascensiunea lui o stricaciune morală din cele mai periculoase. Am sa plâng această țară dacă îl voi vedea vreodată șezând pe scaunul de ministru”) l-a menținut în post. În februarie 1955 Lavon, in cele din urma, a demisionat, iar Ben Gurion a revenit la conducerea Ministerului Apărării.

#### Campania din Sinai

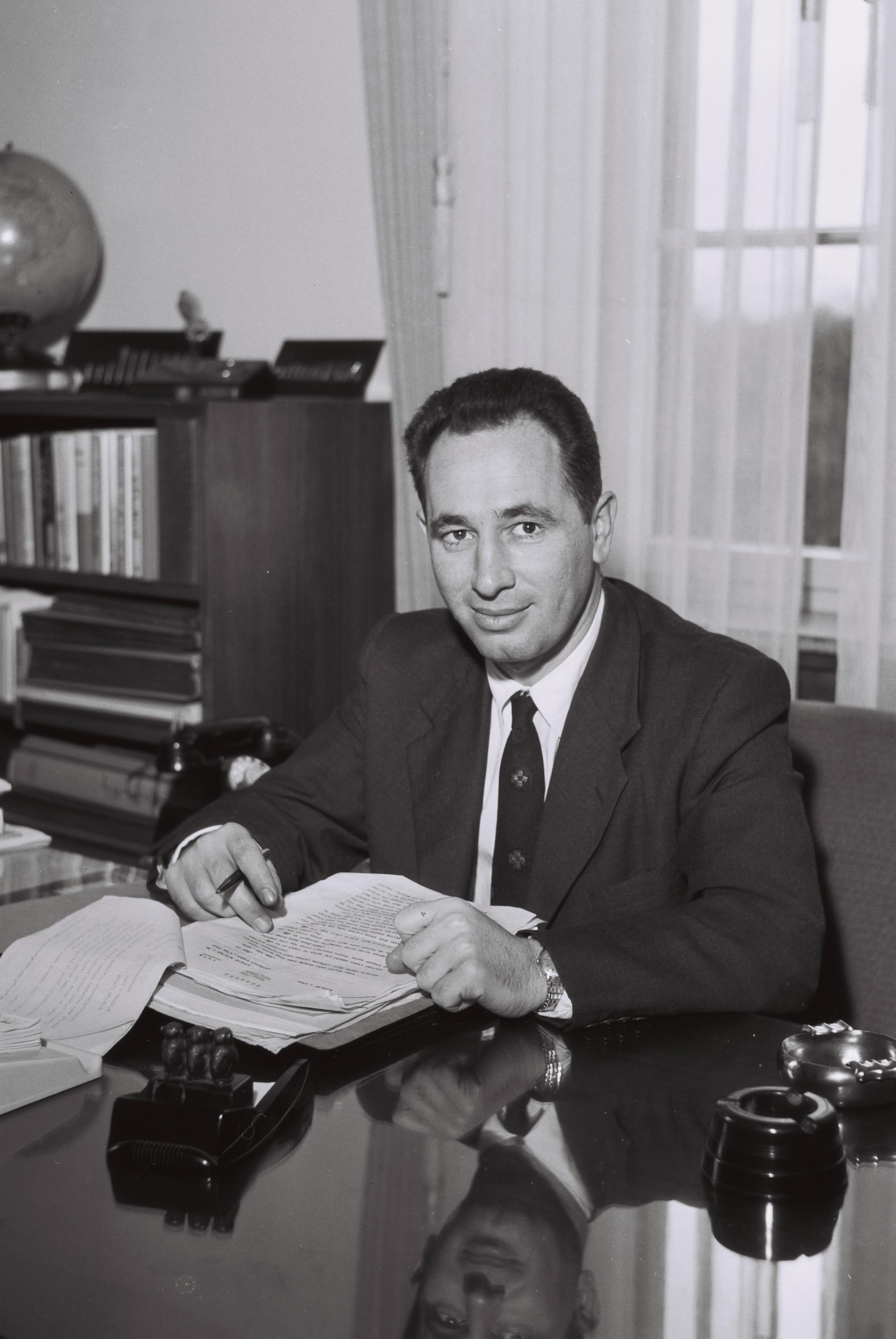
Shimon Peres ca ministru adjunct al apărării în 1963

Peres a privit cu satisfacție revenirea lui David Ben Gurion la ministerul apărării, și apoi la conducerea guvernului. El era devotat lui Ben Gurion, iar acesta vedea în el una din speranțele Israelului în materie de conducători. Ben Gurion, a adoptat o linie politică activistă și a inițiat o confruntare cu Egiptul de sub conducerea nouă militantă a colonelului Gamal Abdel Nasser, cu scopul de a lansa o operație preventivă care să împiedice pe acesta din urmă să-și întărească cu ajutorul sovietic puterea militară și să pericliteze existența Israelului. Dayan și Peres erau de acord cu el. La începutul anului 1956 la conducerea guvernului francez a ajuns socialistul Guy Mollet. Din noul guvern  făceau parte Maurice Borges-Monory ca ministru al apărării și Christian Pineau ca ministru de externe. Noua conducere franceză a adoptat de la bun început o poziție favorabilă față de Israel și o linie politică activistă pe plan internațional. O preocupare deosebită o reprezenta situația din Algeria, unde arabii locali rezistau împotriva regimului de ocupație francez. Franța examinase cu seriozitate și în contactele cu Israelul, posibilitatea unei operațiuni militare anglo-franceze pentru recuperarea Canalului de Suez, care fusese naționalizat de către Nasser. În schimb britanicii ezitau și se abțineau de la orice contact cu Israelul.
La 20 septembrie 1956 au sosit la Tel Aviv doi emisari francezi, directorul general al Ministerului apărării al Franței. Abel Thomas, și colonelul Louis Mangin. Aceștia s-au întâlnit cu Peres și l-au anunțat că Franța este dispusă să ajute Israelul printr-un ajutor militar activ pentru a lansa un atac contra Egiptului în Sinai. În continuare, Peres a plecat la Paris unde s-a întâlnit cu ministrul Pineau. Întors încurajat, le-a comunicat lui Ben Gurion și lui Dayan, că Pineau era dezamăgit de poziția marilor puteri față de Egipt și de evacuarea Canalului de Suez, și vedea posibilitatea unei intervenții militare contra lui Nasser. 
După ce Ben Gurion a aflat și despre poziția ministerului francez al apărării, a trimis la Paris o delegație formată din Moshe Carmel, Golda Meir, Dayan și Peres, pentru a coordona participarea israeliană la operațiunea occidentală de cucerire a Canalului de Suez. La 28 septembrie 1956 delegația israeliană a sosit la Bizerta în Tunisia și de acolo a plecat la Paris. La întrunirea care a avut loc în casa lui Mangin în cartierul Saint Germain  (de unde și numele de Conferința de la Saint Germain) s-a convenit planul operațiunii: Israelul  va ataca în Sinai, apoi se vor alătura britanicii și francezii .Franța se angaja să furnizeze Israelului o mare cantitate de arme.
La 10 octombrie 1956 în cartierul Saint Dominique din Paris, au semnat Peres și Thomas un acord care prevedea modalitățile cooperării între Franța și Israel, transporturile de arme și spațiul de desfășurare a atacului plănuit. În zilele următoare guvernele celor două țări au aprobat acordul. După ce planul a obținut și acordul guvernului britanic condus de Anthony Eden, calea spre declanșarea războiului a fost deschisă.    
La 22 octombrie 1956 Ben Gurion, însoțit de Peres și Dayan, au sosit la Paris pentru încă o întâlnire secretă la Sèvres cu conducerea franceză. Ei l-au întâlnit pe premierul Mollet, pe Borges-Monory și pe Pineau. Conferința  de la Sèvres a pus la punct planul tripartit de acțiune care coordona planul Operațiunii Mușchetar cu planul israelian denumit „Operațiunea Kadesh”

#### După Campania din Sinai

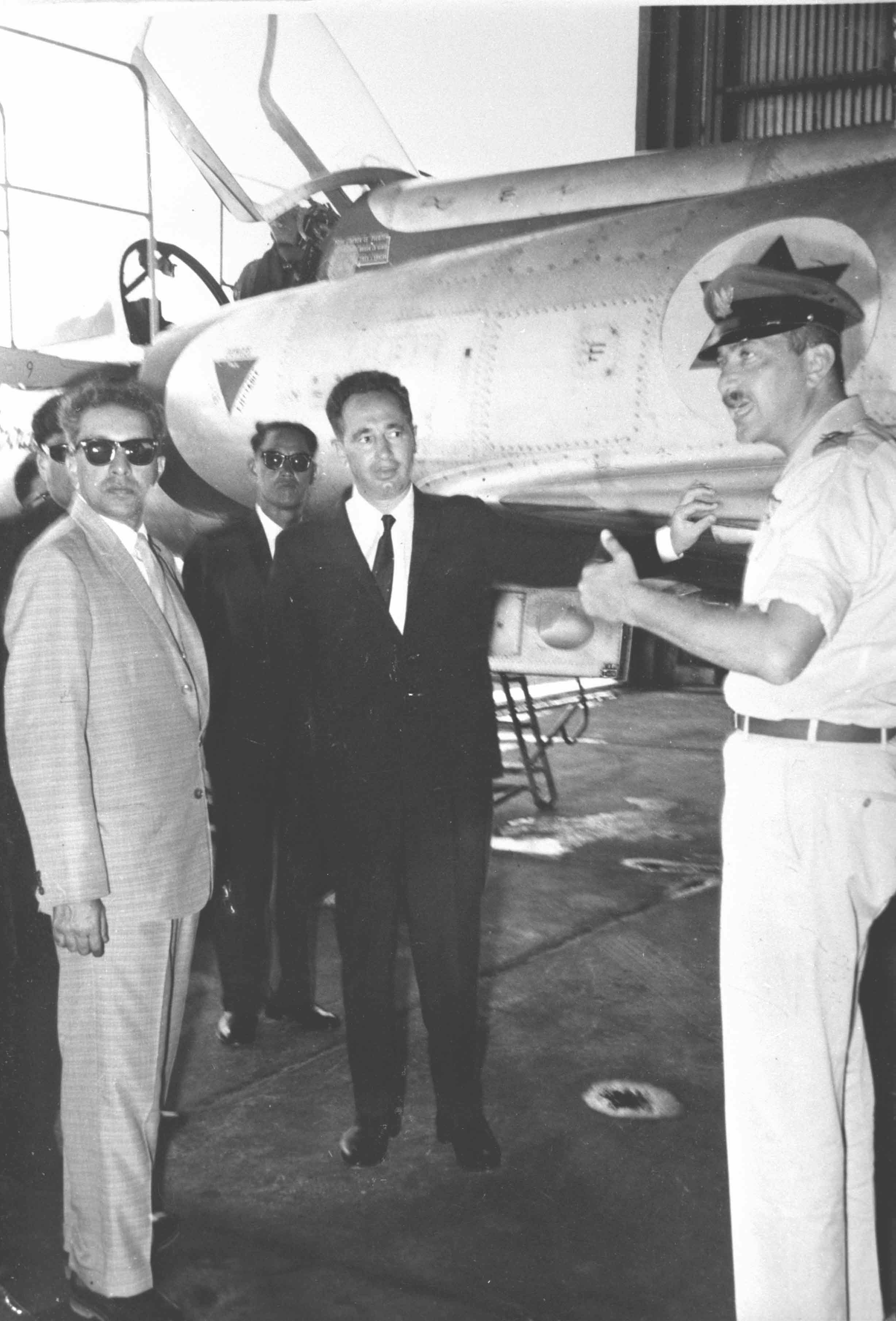
Peres (în centru), cu regele Mahendra al Nepalului (la stânga) și cu Ezer Weizman, Israel, 1958

Victoria Israelului în războiul din Sinai din 1956 a produs în această țară o calmare a sentimentului de pericol exterior și părea că perspectiva unei noi runde în confruntarea dintre Israel și statele arabe este îndepărtată. Peres a continuat să depună eforturi pentru întărirea armatei israeliene prin achiziționări de echipament militar și prin cercetare. În anul 1957 Peres a pus bazele relațiilor de cooperare militară dintre Israel și Germania de vest. În întâlnirea sa cu ministrul vest-german al apărării Franz Josef Strauss a obținut consimțământul părții germane la acordarea de asistență în domeniul echipării  cu armament a armatei israeliene. Această întâlnire, ca și contactele ulterioare israelo-germane în acest domeniu au fost ținute în secret.   
În paralel cu achiziționarea de arme s-a creat în Israel infrastructura necesară pentru producția proprie de arme și muniții. Industria aviatică israeliană care și-a început dezvoltarea în 1953 prin achiziționarea de echipament american pentru repararea de avioane, a ajuns în anul 1960 să producă, cu patent francez, avioane de antrenament de tip Fuga Magister care au servit apoi, în Războiul de Șase Zile, și ca avioane de atac.
Cu ajutorul lui Shimon Peres a început în Israel și producția de arme și muniții pentru armatele de uscat, inclusiv producția în masă de puști automate de tip Uzi. S-a pus bazele unei infrastructuri și pentru producția de rachete și s-a întemeiat Instituția de dezvoltare a mijloacelor de luptă „Rafael”.

#### Reactorul de la Dimona
În anul 1957 Franța și Israelul au semnat un acord secret asupra construirii unui reactor nuclear pe pământul Israelului, precum ți asupra creării unui centru de separare a plutoniului, ceea ce dovedea scopurile militare ale reactorului. După viziunea lui Ben Gurion, pe care Peres o împărtășea, era o necesitate imperioasă ca Israelul să se doteze cu o arma atomică. Subiectul era controversat și nu se știe în ce măsură a informat Ben Gurion pe miniștrii săi asupra hotărârilor și acordurilor cu Franța. Cercetatorul Avner Cohen considera că a luat hotărârea de unul singur, fără să informeze guvernul. Totuși este clar ca Peres acea cunoștință de acest proiect, a acționat pentru promovarea lui și, între altele, a obținut donații pentru construirea reactorului.
Campusul de cercetare nucleară de la Dimona a început a fi construit în vremea când Shimon Peres era director general al Ministerului apărării.
Apoi, în calitatea de ministru adjunct al apărării și de deputat în Knesset, Peres ar fi acționat pentru promovarea înarmării nucleare a Israelului.
În cuvântări publice, Peres s-a referit la acest subiect numai în termeni voalați ca "superioritate calitativă" sau "bază tehnologică" a apărării.
Israelul oficial nu a confirmat niciodată deținerea de armament nuclear, ci a susținut că nu va fi primul stat care va introduce acest tip de armament în regiune.

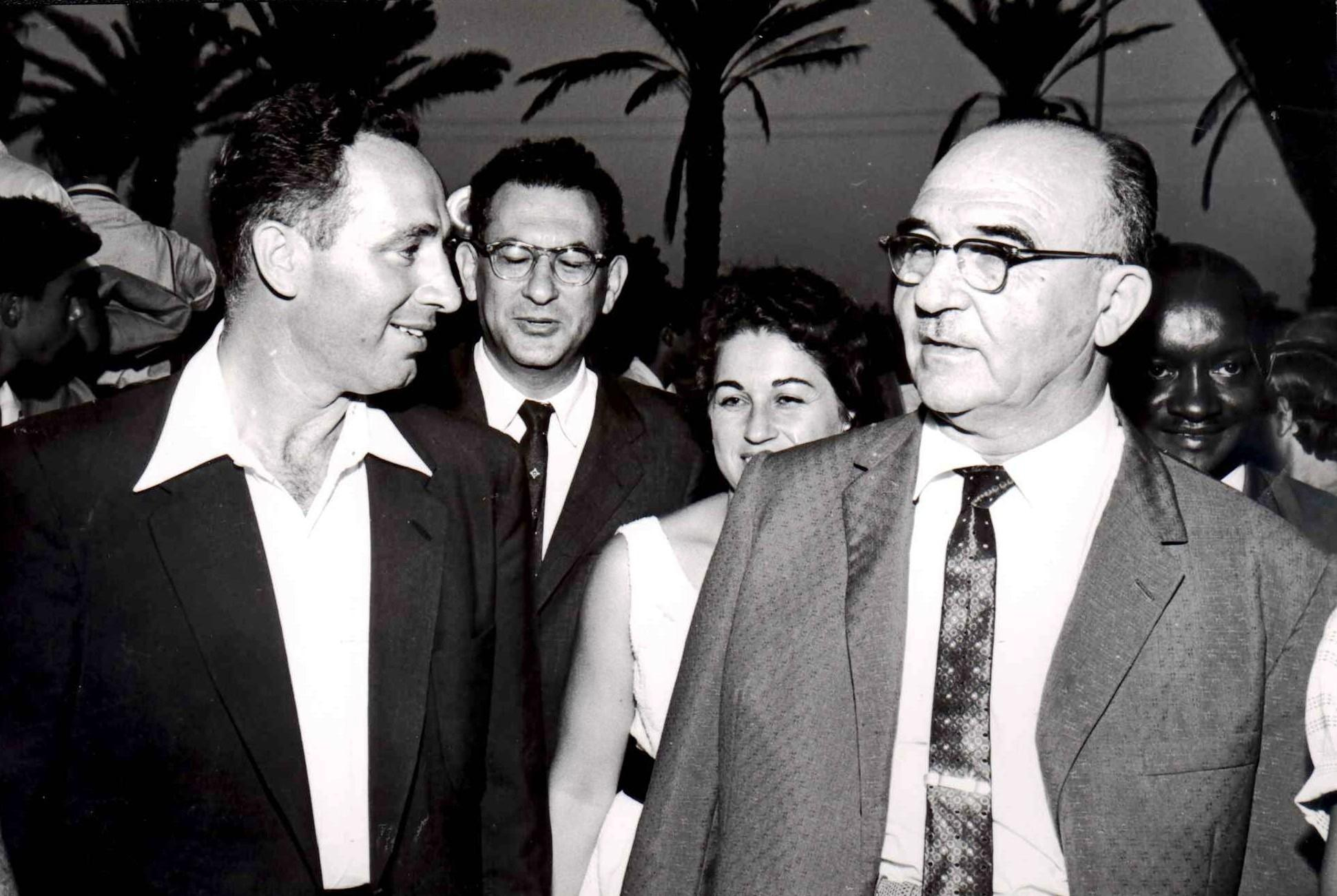
Shimon Peres și Levi Eshkol în anii 1960

### Ministru adjunct al apărării 1959-1965
La alegerile parlamentare din 3 noiembrie 1959 Peres a candidat pe locul 24 pe lista partidului Mapai condusă de premierul Ben Gurion, și a fost ales pentru prima dată ca deputat în Knesset. Admiterea sa în al IV-lea Knesset a permis numirea sa ca ministru adjunct al apărării, post pe care l-a ocupat de la 21 decembrie 1959.
În anii aceia s-au ascuțit conflictele dintre generații în conducerea partidului Mapai. Ben Gurion caută să cultive o pepinieră de tineri conducători,
precum Peres, Dayan, Abba Eban și Teddie Kollek. Militanții mai vârstnici, din a III-a Aliya, ca Pinhas Lavon, și mai ales triumviratul Golda Meir- Zalman Aran - Pinhas Sapir simțeau că Ben Gurion are de gând să predea ștafeta hegemoniei în partid celor tineri, peste capul lor. 
Biograful lui Ben Gurion, Shavtay Tevet, menționa că „Peres și cei din generația lui, nu aveau nevoie să se lupte cu „bătrânii” partidului pentru a-și croi drumul spre conducere, timpul îi va favoriza în curând.” 
După marea victorie a Mapaiului în alegeri, și după ce rivali posibili ca Moshe Dayan fuseseră puși deoparte (Dayan devenise pentru cinci ani ministru al agriculturii, portofoliu considerat secundar), ca nr.2 în ministerul apărării, Peres își simțea viitorul politic asigurat.
Alături de Ben Gurion, Peres a continuat să mențină avântul industriei militare. Una din realizările însemnate în acea perioada a fost lansarea în iulie 1961 a rachetei israeliene Shavit. Pe fondul acestui eveniment s-a situat o cursa contra cronometru între Israel și Egipt, unde oameni de știință germani fuseseră angajați pentru producția egipteană de rachete și, se presupune, arme neconvenționale. Peres a continuat să sprijine legătura cu Franța, ca principalul furnizor  de arme al Israelului, în fața altor opinii, ca de pildă șeful statului major al armatei, generalul Haim Laskov. Acestea din urmă se pronunțau pentru apropierea de Statele Unite și pentru achiziționarea de armament american, pe care îl apreciau ca superior față de echipamentul francez. Aceasta dispută a prilejuit o prima înfruntare între Peres și șeful Serviciilor de informații al armatei, Itzhak Rabin, care era unul din principalii susținători ai poziției lui Laskov.
În dosul culiselor continua activitatea în domeniul dezvoltării reactorului nuclear din Dimona. După ce în anul 1960 ziarul „New York Times” a publicat dezvăluiri în legătură cu acesta, Statele Unite au ridicat obiecțiuni serioase. Neînțelegerile în această privință dintre Israel și Statele Unite s-au accentuat după alegerea președintelui John Fitzgerald Kennedy. Ben Gurion a încercat să liniștească temerile lui Kennedy și ale președintelui francez Charles De Gaulle, care, era după cum se vede, la curent cu proiectul nuclear al Israelului, și care, până în 1963, a rezistat grelelor presiuni americane de a-i pune capăt. Dezvăluirile din presă au dus în Israel la o dezbatere publică în jurul înarmării nucleare. Dezbaterea era animată de „Comitetul pentru dezarmare nucleară a Orientului Mijlociu”  de sub conducerea deputatului din Knesset, Eliezer Livne, și a dus la divizarea guvernului într-o tabără pro-nucleară și una anti-nucleară. Peres și profesorul Ernst David Bergmann, președintele  Comisiei israeliene pentru energia atomică s-au aflat în tabăra pro-nucleară. 
Demisia lui Ben Gurion de la conducerea guvernului în anul 1963 a făcut ca adepții proiectului nuclear să rămână în minoritate, iar demisiile lui Peres si Bergmann din funcțiile lor au redus cu totul influența acestora în sânul guvernului.
Se pare că noul prim-ministru Levi Eshkol a cedat în fața presiunilor americane și a înghețat proiectul nuclear.
Peres, care se alăturase lui Ben Gurion în noul și micul său partid de opoziție Rafi (Lista Muncitorilor din Israel) a criticat în campania electorală din 1965 ceea ce a numit „grava eroare” a lui Eshkol in domeniul apărării.  
După Războiul de Șase Zile echilibrul politic s-a schimbat și planurile în sfera energie nucleare au fost reînnoite.

### Ieșirea din Mapai, în partidul Rafi
La 16 iunie 1963 Ben Gurion a demisionat brusc din funcția de prim-ministru, fără să explice motivul. Succesorul său în funcție,Levi Eshkol, a preluat de la el și portofoliul apărării, în ciuda vocilor care cereau numirea lui Moshè Dayan sau a lui Peres în fruntea acestui minister. Imaginea publică a lui Eshkol era cea a unui activist mai cenușiu, deși avea multe merite și deținuse înainte funcția însemnată de ministru de finanțe. Preluarea de către Eshkol a ministerului apărării părea să fie o barieră în calea ascensiunii spre putere a lui Dayan și Peres. Dayan a demisionat la un moment dat, dar în cele din urmă , după negocieri secrete, a revenit în guvernul Eshkol ca ministru al agriculturii, „pentru a preveni instabilitatea”. Peres a rămas ministru adjunct la apărare. În afara lui Abba Eban, care a fost numit ministru de externe și viceprim-ministru, tinerii din jurul lui Ben Gurion, și-au pierdut influența, odată cu retragerea din sfera de decizii a conducătorului lor.
Activismul politic, care îi caracteriza pe Ben Gurion, Peres și Dayan, parea opus spiritului noului cabinet și tonului politicii lui Levi Eshkol.
În octombrie 1964 Ben Gurion a hotărât să-și reia atacurile împotriva lui Pinhas Lavon, care în acea perioadă era secretarul general al Confederației Generale a Muncitorilor „Histadrut”, în legătură cu „Afacerea rușinoasă” din 1954 („Afacerea Lavon”) și a cerut reluarea anchetei contra acestuia pentru a afla odată pentru întotdeauna cine a dat atunci ordinul cel iresponsabil.În februarie 1965 Ben Gurion a ținut o cuvântare aprigă, care a dezlănțuit divizarea partidului în doua tabere adverse.  Cea a lui Ben Gurion era minoritară, și îi cuprindea pe Peres, Dayan, Yossef Almoggi, Abba Hushi, Kollek și pe alții. Cu toată fierberea din partid, în iunie 1965 Ben Gurion și-a depus candidatura la conducerea partidului Mapai împotriva lui Eshkol.  Peres, ca susținător al lui Ben Gurion, a fost silit de Eshkol să tragă consecințele și să demisioneze din funcția de ministru adjunct al apărării. La scurt timp după aceea Eshkol a câștigat alegerile interne din partid cu o mare majoritate. Se pare că în acele zile Peres a avut ezitări, temându-se că demersul lui Ben Gurion va duce la sciziunea partidului Mapai. La finele lui iunie 1965 Ben Gurion a anunțat că întemeiază un nou partid, Rafi, Lista Oamenilor Muncii din Israel. Peres a decis să se alăture de îndată noului partid. Ben Gurion a fost supus „judecății tovarășilor” din Mapai și exclus, împreună cu Peres și ceilalți partizani ai săi din vechiul său partid. Peres a fost ales secretar general al partidului Rafi și a fost postat pe locul 3 pe lista electorală a acestuia, după Ben Gurion și după scriitorul S.Izhar. 
Partidul Rafi s-a străduit să transmită în public o imagine tânără, tehnocrată și activistă, în contrast cu așa zisa „slăbiciune de înger” a generației mijlocii a Mapaiului. Ben Gurion spera să câștige 25 mandate în Knesset și să formeze un guvern sub conducerea sa, împreună cu „tinerii” din jurul său și o parte din Mapai care se va descotorosi de potrivnicii săi. Numai că fondarea partidului Rafi era legată în ochii electoratului prea mult de scandalul din jurul „Afacerii rușinoase” din 1954, care ajunsese să nu mai trezească interes și continuarea să devenise de prisos. La alegerile parlamentare din 2 noiembrie 1965 Rafi a primit numai 10 mandate. Mapai, care s-a prezentat în alegeri ca Maarakh - coaliție cu partidul Ahdut Haavodá (Uniunea Muncii) a obținut 45 mandate și a reușit cu ușurință să alcătuiască un guvern. Ben Gurion, Peres, și partidul lor Rafi au rămas în afara coaliției guvernamentale,        
După mulți ani de activitate impetuoasă și aflare în poziții cu influență, Peres s-a văzut prima oară, împreună cu Ben Gurion, pe băncile opoziției, lipsit de influență politică reală.
În ciuda  stagnării economice din acea perioadă și a părerilor răspândite după care Eshkol, fără trecut militar propriu zis, ar trebui să cedeze altcuiva portofoliul apărării, guvernul Eshkol a fost stabil, și atacurile opoziției, inclusiv ale listei Rafi, nu l-au afectat. 
În perioada crizei izbucnite în regiune în mai 1967 și care a dus la declanșarea Războiului de Șase Zile, presiunea publică a dus la întemeierea unui „guvern de uniune națională” bazat pe alăturarea la coaliția guvernamentală a blocului de dreapta Gahal (Herut-Liberali), precum și a partidului Rafi, al cărui reprezentant de vază, Moshe Dayan, a fost numit ministru al apărării. La ședința conducerii Rafi din 21 mai 1967 Ben Gurion a încercat să impună o linie de împotrivire față de guvernul Eshkol și să insiste asupra demisiei premierului Eshkol însuși. Peres, ca secretar general, a împiedicat acest demers și a sprijinit din culise formarea guvernului de uniune națională cu Dayan ca ministru al apărării. În public el a anunțat ca partidul Rafi ar fi dispus să se autodizolve dacă va fi necesar.  
Atat înaintea războiului preventiv din iunie 1967, căruia Ben Gurion i s-a împotrivit, cât și după victoria strălucită a Israelului obținută în cursul acestuia, a devenit evident că influența politică a lui Ben Gurion s-a redus substanțial, iar partidul Rafi, pe care l-a înființat dintr-un capriciu personal, nu-și mai putea justifica dreptul de existență. După război Peres a hotărât să acționeze pentru unirea listei Rafi cu partidul mamă pe care îl părăsise. El a condus contactele în acest sens, în pofida împotrivirii lui Ben Gurion. În decembrie 1967 Cu o majoritatea  mică, forurile partidului Rafi au hotărât ca acesta să se realipească la Mapai și la Ahdut Haavodá pentru a pune bazele unui partid social democrat unic denumit Partidul Muncii (Miflegget Haavodá). Deocamdată, nu Peres, ci Yossef Almoggi a fost al doilea ministru numit din partea fostului Rafi.  

### Ministru în guvernul lui Golda Meir
După Războiul de Șase Zile ministrul apărării Moshe Dayan părea să devină moștenitorul cert al veteranilor din Mapai în conducerea viitoare a Partidului Muncii. La alegerile interne din fracțiunea Rafi în anul 1969, Peres a fost înfrânt de tânărul Gad Yaakobi , care a devenit candidatul acestei fracțiuni pentru un portofoliu de ministru. Printr-un pas ieșit din comun, Yaakobi a renunțat la postul de ministru în favoarea lui Peres.
Peres a fost în acest fel așezat pe locul 12 pe lista de candidați ai blocului Maarakh (Partidul Muncii+Mapam) pentru alegerile pentru al 12-lea Knesset. 
Între timp în urma decesului lui Levi Eshkol în 1969, postul de prim ministru a fost preluat de Golda Meir. Ca urmare a victoriei Maarakhului în alegeri, Peres a fost cooptat în guvernul Golda Meir, mai întâi ca ministru fără portofoliu răspunzător de dezvoltarea economică a teritoriilor sub ocupație israeliană în  Cisiordania, Fâșia Gaza și podișul Golan. 
La 22 decembrie 1969 i s-a conferit însă portofoliul integrării imigranților, iar apoi, la 1 septembrie 1970 a fost numit ministru al transporturilor și al telecomunicațiilor. Peres a fost cel dintâi care s-a numit „ministrul telecomunicațiilor” și nu ministrul poștei ca în trecut. 
Un reportaj din 2000 al ziarului Yediot Aharonot a susținut că în acea perioadă Peres ar fi fost amestecat în mușamalizarea anchetei unui accident, în care un soldat a fost ucis din greșeală de cartușe trase de arma fiului său, Yoni. Peres a dezmințit că ar fi avut loc o astfel de mușamalizare.

### Prima înfruntare cu Itzhak Rabin
În al 16-lea guvern, creat după Războiul de Yom Kipur (1973) și după alegerile pentru al VIII-lea Knesset, unde candidase pe locul 12 pe lista Maarakhului, Peres a fost numit ministru al informației. Participarea sa la un guvern ce părea efemer, condus de Golda Mier și Moshe Dayan, care erau considerați de publicul larg răspunzători de eșecurile grave („mehdal”) de la începutul războiului din 1973, nu a fost o sarcina ușoară, dar Peres considera că trebuia să păstreze o poziție guvernamentală pentru viitoarele confruntări pentru conducerea partidului.
La o luna dupa formarea guvernului, Golda Meir și după ea, Moshe Dayan au demisionat. I s-a propus conducerea guvernului lui Pinhas Sapir, care era una din figurile cele mai influente din partid, dar acesta a refuzat.
În partid se evidențiau atunci două personalități,cu responsabilități în trecut în domeniul apărării, și care nu fuseseră compromiși în greșelile din ultimul război: Itzhak Rabin și Shimon Peres. Candidații la conducerea partidului erau aleși din rândurile celor 611 membri ai centralei Partidului. 
La început Peres și Rabin au convenit în secret că cel care va pierde dintre cei doi, va accepta autoritatea celuilalt, iar câștigătorul va permite celui învins să-și aleagă postul ministerial pe care îl dorește. În cele din urmă alegerile din partid s-au desfășurat într-o atmosfera foarte încordată. Într-unul din momentele de supremă tensiune, ziarul Haaretz a publicat relatările generalului în rezervă Ezer Weizman, după care Rabin avusese o criză de extenuare  în ajunul Războiului de Șase Zile.
Rabin a bănuit că Peres se afla în spatele acestor dezvăluiri din presă. Zilele acele au cântărit greu în istoria relațiilor dintre cele două personalități. În ziua decisivă, la 22 aprilie 1974 Rabin a câștigat cu 56% din voturi, față de 44 % în favoarea lui Peres. Când Rabin a format guvernul (al zecelea din istoria Israelului), a fost nevoit , „cu inima grea”, (cum a afirmat în memoriile sale) să-l numească pe Peres ca ministru al apărării.

### Ministru al apărării
Agenda principală a primului guvern Rabin cuprindea negocierile pentru un acord interimar cu Egiptul, refacerea armatei după pagubele războiului și încercări de a ajunge la o deschidere politică în relațiile cu Iordania. Echipa conducătoare - Rabin, Peres și Igal Alon (care era ministru de externe) a ajuns la o conlucrare în vederea negocierilor complicate asupra acordului interimar cu Egiptul și în întâlnirile secrete cu regele Hussein al Iordaniei. Dar foarte curând s-au ivit divergențe de opinie serioase între Rabin și Peres, care s-au transformat într-o rivalitate personală amară între cei doi. Rabin tindea spre o poziție conciliantă în favoarea unui compromis teritorial cu Iordania, conform principiilor Planului Alon. În schimb, Peres era considerat cu vederi politice de "uliu" și susținea un "compromis funcțional", potrivit cu planurile predecesorului său la minister, Moshè Dayan, adică menținerea teritoriilor ocupate în 1967 sub controlul Israelului, subiectul negocierilor fiind nu împărțirea teritorială, ci problema gradului de autonomie. 
Aceste diferen'e de opinii au dus la mai multe crize. În decembrie 1975 coloniști din gruparea naționalist-religioasă Gush Emunim au pus temelia unei așezări evreiești la Sebastia, lângă Nablus. Ei au numit-o Elon More. Alon și Rabin au vrut să-i evacueze, dar Peres  le-a oferit ajutor si i-a sprijinit în guvern. Până la urmă, din inițiativa lui Israel Galili s-a ajuns la un compromis, conform căruia coloniștii au acceptat să fie transferați într-o „tabără provizorie”  la Kadum, care ulterior a devenit o așezare permanentă sub numele de Kedumim. Prin aceasta guvernul a acceptat pretențiile coloniștilor pentru acel an. 
În acelaș an guvernul consimțit să aprobe înființarea în Cisiordania a unei alte așezări evreiești, numită Ofra, iar Peres a avut cinstea de a planta primul copac din așezare. În anul 1977 Peres a participat la hotărârea comisiei interministeriale pentru problemele colonizării de ase achiziționa pământurile viitorului oraș israelian Ariel, ridicat și el în regiunea ocupată Samaria
În anul 2010 Shimon Peres a fost cel dintâi președinte al Israelului care a vizitat România.
Shimon Peres a murit la vârsta de 93 ani la 28 septembrie 2016 în urma unui accident vascular cerebral, la spitalul Sheba de la Tel Hashomer, Ramat Gan. A fost înhumat la Ierusalim, în panteonul național de pe Muntele Herzl. La funeralii au luat parte circa 70 de șefi de state și guverne și miniștri și alte înalte oficialități din întreaga lume, între care președintele SUA, Barack Obama, prințul moștenitor al Regatului Unit, Charles, președinții Franței - François Hollande, al Germaniei, Joachim Gauck, al României, Klaus Johannis, al Ucrainei, Petro Poroșenko, regele Felipe al VI-lea al Spaniei, președintele Autorității Naționale Palestiniene, Mahmud Abbas, prim-miniștrii Canadei,Italiei, Ungariei, Olandei, Suediei etc  președintele Dumei Ruse, vicepremierul Iordaniei, ministrul de externe al Egiptului etc. Au rostit cuvinte de despărțire  președintele Israelului, Reuven Rivlin, premierul în funcție și adversarul său din trecut, Binyamin Netanyahu, președintele Knessetului, Yuli-Yoel Edelstein, fostul președinte american Bill Clinton, președintele în funcție al Statelor Unite, Barack Obama, scriitorul Amos Oz.

## Cărți
Șimon Peres este autor a 11 cărți, printre care:
- The Next Step (1965)
- David's Sling (1970) (ISBN 0-297-00083-7)
- And Now Tomorrow (1978)
- From These Men: seven founders of the State of Israel (1979) (ISBN 0-671-61016-3)
- Entebbe Diary (1991) (ISBN 965-248-111-4)
- The New Middle East (1993) (ISBN 0-8050-3323-8)
- Battling for Peace: a memoir (1995) (ISBN 0-679-43617-0)
- For the Future of Israel (1998) (ISBN 0-8018-5928-X)
- The Imaginary Voyage: With Theodor Herzl in Israel (1999) (ISBN 1-55970-468-3)
- Ben Gurion: A Political Life